# Anne-Marie Padurariu
Anne-Marie Padurariu, née le 1er août 2002 à Bracebridge, est une gymnaste canadienne. Elle remporte la médaille d'argent à la poutre lors des championnats du monde de gymnastique artistique 2018,.

## Palmarès

### Championnats du monde
- Doha 2018 :  médaille d'argent à la poutre